# Batik Tribe
Pour les articles homonymes, voir Batik (homonymie) et Tribe.
 (octobre 2012).
 (mai 2015).
Batik Tribe est un groupe indonésien du genre hip-hop.
Batik Tribe est composé de quatre personnes que sont Della MC (havis) qui aide aux shouts quand Saykoji rape, Cool B (budi) est un danseur qui accompagne souvent quelques artistes célèbre indonésien, Wizzow (Yosaji) est un producteur sérieux en Indonésie, et DJ S-tea (sunu) DJ qui a beaucoup d'expérience et qui a aussi créé un groupe de hip hop en Australie.

## Historique
Le groupe a fait ses débuts en décembre 2007.
Quand Batik Tribe a sorti son premier album "melangkah", en 2008, les membres du groupe se sont mis d'accord pour produire et distribuer seulement 2 000 CD et 1 000 cassettes, en passant par les services d'une maison de disques (Virgo Ramayana Record). La création de cet album aura pris 3 mois. Plusieurs artistes ont participé à la création de cet album tel que Ras Muhamad, Saykoji, Sister Duke, Miss JayDee de Soul ID, Kryptik de Hollande et Duvz d'Australie.
Survivre au milieu de l'industrie musicale Indonésienne est devenu une lutte pour Batik Tribe, un groupe de Hip Hop connu pour ses paroles qui soulèvent les problèmes sociaux et culturels au travers de son Hip Hop. Batik Tribe est différent des groupes de Hip Hop Indonésien, les rimes sont très importantes pour eux, leur flow, basé sur l'intonation, est très varié. Une des caractéristiques de Batik Tribe est le fait de porter du batik à chaque fois qu'ils montent sur scène, car ça reflète la culture indonésienne. En 2009, ils ont leur propre marque de vêtement appelé Batik Gear.
Le single de leur premier album "Melangkah" nommé "Sabarlah" (Patience) est dédié aux enfants qui vivent dans la rue, avec des paroles,  "Mimpi kebahagiaan tidak lebih dari fatamorgana" (les rêves de bonheur ne sont pas plus qu'un mirage), ils ont nommé le second single "Indo Yo.. Ey.." qui parle de la richesse de la musique indonésienne, de la valeur importante de la culture indonésienne. Ce morceau est un mélange de Hip Hop avec des samples de gamelan, musique traditionnelle Javanaise, constituée d'instruments tels que le kulintang (xylophone), le suling (flûte de bambou) et de bonang (petit gong). Pour eux, la musique est un moyen parfait pour exprimer ce que l'on a sur le cœur et se libérer des problèmes. Car le Hip Hop est pour eux "la vrai face de l'Indonésie" et pas simplement des chansons rigolotes et des gens parlant de sujets qui ne sont pas importants, tel que les peines de cœur.
Batik Tribe est actuellement en train de travailler sur un second album, qui devrait sortir dans le courant de 2010. Sur lequel 80 % des morceaux Hip Hop de Batik Tribe seront mélangés a des instruments traditionnel tel que l'angklung, flûte avec divers ensembles de gamelan - javanais, soundanais - et il y a un morceau qui est un mélange de dance Balinaise, kecak.

## Discographie

### Albums
- 2008 : Melangkah distribué par Virgo Ramayana Records
- 2010 : Album en cours de création

## Collaborations
- 2008 : Batik Tribe collabore avec Saykoji pour la musique "Melangkah" de l'album Melangkah
- 2008 : Batik Tribe collabore avec Ras Muhamad et Tiger T pour la musique "Metropolitan" de l'album Melangkah
- 2008 : Batik Tribe collabore avec Tiger T pour la musique "Manusia" de l'album Melangkah
- 2008 : Batik Tribe collabore avec Sister Duke pour la musique "Global Warming" de l'album Melangkah
- 2008 : Batik Tribe collabore avec Duvz, Kryptik et M1stah pour la musique "Revolution" de l'album Melangkah
- 2008 : Batik Tribe collabore avec Miss Jaydee de Soul ID et Momeys pour la musique "Shake Remix" de l'album Melangkah
- 2009 : Batik Tribe collabore avec Brother D pour la musique "Dot net" (single)
- 2009 : Batik Tribe collabore avec Ras Muhamad pour la musique "Monster Industri" de l'album Ras Muhamad "Next Chapter"

#### Clips vidéos
- Sabarlah
- Indo yo.. ey..